# Primärversorgungszentrum
Ein Primärversorgungszentrum (als Form einer Primärversorgungseinheit) ist in Österreich eine nach dem Primärversorgungsgesetz (PrimVG, aus 2017, geändert 2018 und 2023) errichtete Erstanlaufstelle im Gesundheitsversorgungssystem. Es kann als Gruppenpraxis oder selbstständiges Ambulatorium organisiert sein und soll die Spitäler bei der ambulanten Versorgung von Patienten entlasten.